# روح در کتاب مقدس
روح در کتاب مقدس (ψυχή) مفهوم غیر مادی و جاودانگی متمایز از بدن در یهودیت قبل از اسیران یهودی در بابل ظاهر نشد، اما این مضمون‌ها در نتیجه تعامل با فلسفه‌های فلسفه در ایران و فلسفه هلنیستی شکل گرفت. بر این اساس، کلمه عبری נֶ֫פֶשׁ، نفش، اگرچه در برخی از انجیل‌های قدیمی انگلیسی زبان به عنوان «جان» ترجمه شده‌است، اما در واقع معنایی نزدیک به «موجود زنده» دارد.